# ショウゲツ
ショウゲツ（松月、学名：Cerasus Sato-zakura Group ‘Superba’、シノニム：Cerasus serrulata ‘Superba’）はバラ科サクラ属のサクラ。オオシマザクラを基に生まれた栽培品種のサトザクラ群のサクラで日本原産のヤエザクラ。

## 特徴
江戸時代以前からある栽培品種で荒川堤で栽培されていたサトザクラの一つ。樹高は5m程度の高さに伸びる亜高木で、樹形は枝が横に広がる傘状。八重咲きの大輪の花を咲かせ、花弁の色は淡紅色。花の端が赤く中心は白くなり、花はある程度の集まりをつくり下に向かって垂れて咲く。東京の花期は4月中旬。花の中心部の1本か2本の雌しべは正常な柱頭と花柱ではなく細い葉のように葉化している。このように葉化した雌しべを持つ似た品種にイチヨウとフゲンゾウがあるが、いずれも生殖能力を失っており結実できないため接ぎ木や挿し木でないと繁殖ができない。見分け方は、ショウゲツは葉化雌しべの数が1本のものと2本のものがまちまちであるが、花期が遅いことや樹高が大きくならないこと、若葉が黄緑色で花より遅れて展開することから他2種と区別でき、イチヨウは葉化雌しべが一本で萼の部分がぎざぎざした鋸刃状になっていないこと、フゲンソウは葉化雌しべが2本で、若葉が赤みを帯びていて花と同時に展開することで見分けられる。
- 弘前城にて